# Jeppe Strokirk
Jeppe Strokirk, född 16 juni 1789 i Ölsboda, död där 16 februari 1856, var en svensk brukspatron. 

## Biografi
Jeppe Strokirk var son till brukspatronen Elias Strokirk och Anna Christina Camitz, dotter till Johan Camitz. Han tillhörde en familj med brukstraditioner. 
Strokirk övertog Ölsboda bruk vid sin fars frånfälle och uppförde där Ölsboda herrgård 1828. 
Strokirk var gift med Hedvig Magdalena Broms och far till Elias Carl och Wilhelm Theodor Strokirk. Han gravsattes på Nysunds kyrkogård i Åtorp.